# Marta Olejniczak
Marta Olejniczak – polska biolog, profesor nauk ścisłych i przyrodniczych, pracownik naukowy Instytutu Chemii Bioorganicznej PAN, gdzie kieruje Zakładem Inżynierii Genomowej. Specjalizuje się w biologii molekularnej.

## Życiorys
W 1999 r. ukończyła biologię na Uniwersytecie im. Adama Mickiewicza w Poznaniu i w tym samym roku została zatrudniona w ICHB PAN. Rozprawę doktorską pt. Optymalizacja warunków analizy sekwencji mikrosatelitarnych obroniła w 2006 r. w Instytucie Chemii Bioorganicznej PAN. Jej promotorem był prof. Włodzimierz Krzyżosiak. Stopień doktora habilitowanego nauk biologicznych uzyskała w 2016 r. na Wydziale Biologii UAM na podstawie pracy pt. Technologia interferencji RNA w eksperymentalnej terapii chorób poliglutaminowych oraz efekty niespecyficzne wywoływane przez reagenty RNAi. Do 2024 r. wypromowała 3 doktorów. W 2023 r. została odznaczona Złotym Krzyżem Zasługi. W 2024 r. z nominacji Rady Narodowego Centrum Nauki została ujęta w portalu AcademiaNet – The Portal to Excellent Women Academics.

## Projekty badawcze
Kierowane projekty badacze finansowane przez Narodowe Centrum Nauki:
- Wykorzystanie narzędzi genetycznych w eksperymentalnej terapii chorób poliglutaminowych (SONATA BIS 5, 2016–2021)
- Badanie mechanizmów naprawy dwuniciowych pęknięć DNA w regionach mikrosatelitarnych z wykorzystaniem systemu CRISPR/Cas9 (OPUS 15, 2019–2023)
- Allelo-selektywna terapia dla chorób poliglutaminowych z wykorzystaniem technologii interferencji RNA (PRELUDIUM BIS 1, od 2020)
- Poszukiwanie nowych celów terapeutycznych w chorobach poliglutaminowych (OPUS 22, od 2022)